# 小妖的金色城堡
小妖的金色城堡，是作家饶雪漫的青春爱情小说。最早2007年于北方文艺出版社出版发行。

## 故事概述
本书为饶雪漫“青春疼痛系列之一”。叙述了七七，暴暴蓝，优诺三个女子青春期的爱情故事。书的主题如书中所说：“没有人永远十七岁，但永远有人十七岁。”，委婉的劝慰青年珍惜青春，乐观向上。

## 主要人物
- 七七，林涣之的養女 被領養後渴望得到父愛 用叛逆的行為來得到關愛
- 林南一，图图前男友 樂隊成員 鋼琴手兼主唱
- 暴暴藍，父母從小離異 塗鴉的女友 外冷內熱富有個性的文藝女青年，是一名戲劇影視學院畢業的編劇，夢想拍攝一部特別的電影
- 優諾，父母在小時候雙亡 林七七的朋友，優雅、陽光，是宛如天使般存在的治愈系女神，然而，在完美外表的背後卻有著不為人知且令人心疼的傷痛過去。機緣巧合之下，優諾與七七的養父林渙之結識並在相處中暗生情愫。夾在好友與愛人之間，優諾進退兩難
- 怪獸，樂隊成員，一個有著音樂理想的大男生，和志同道合的朋友一起成立樂隊並擔任鼓手，在十二夜酒吧共同走過了美好的青春。與此同時，為了將樂隊運營下去，他承擔起責任，獨立經營酒吧，雖然過程有些艱辛，但他仍堅持不懈，在一幫好友的互相幫助下，朝著音樂夢想邁進。
- 图图，前樂隊成員 擔任主唱 林南一前女友 人氣女歌手 和林南一有著剪不斷理還亂關係，是一個成熟、冷靜、沉著的女生
- 張沐爾，樂隊成員 具有醫生和貝斯手的雙重身份
- 塗鴉，沒有名氣的小導演 暴暴藍的男友
- 林涣之，七七的養父
- 麥子，七七的家庭醫生
- 伍媽，七七的保姆